# Halowe Mistrzostwa Europy w Lekkoatletyce 1975 – bieg na 60 m kobiet
Bieg na 60 metrów kobiet – jedna z konkurencji biegowych rozgrywanych podczas halowych lekkoatletycznych mistrzostw Europy w hali Rondo w Katowicach. Eliminacje, półfinały i bieg finałowy zostały rozegrane 9 marca 1975. Zwyciężyła reprezentantka Wielkiej Brytanii Andrea Lynch. Tytułu zdobytego na poprzednich mistrzostwach nie broniła Renate Stecher z Niemieckiej Republiki Demokratycznej.

## Rezultaty

### Eliminacje
Rozegrano 4 biegi eliminacyjne, do których przystąpiło 20 biegaczek. Awans do półfinału dawało zajęcie jednego z pierwszych dwóch miejsc w swoim biegu (Q). Skład półfinałów uzupełniły cztery zawodniczki z najlepszym czasem wśród przegranych (q).
Opracowano na podstawie materiału źródłowego.
Bieg 1
| Miejsce | Zawodniczka        | Czas | Uwagi |
| ------- | ------------------ | ---- | ----- |
| 1       | Monika Meyer       | 7,39 | Q     |
| 2       | Tatjana Worochobko | 7,47 | Q     |
| 3       | Rita Bottiglieri   | 7,51 | q     |
| 4       | Nadine Goletto     | 7,55 |       |
| 5       | Maria Długosielska | 7,60 |       |
| 6       | Begona Lezano      | 7,89 |       |

Bieg 2
| Miejsce | Zawodniczka         | Czas | Uwagi |
| ------- | ------------------- | ---- | ----- |
| 1       | Irena Szewińska     | 7,33 | Q     |
| 2       | Lidija Ałfiejewa    | 7,45 | Q     |
| 3       | Maren Gang-Schröder | 7,53 |       |
| 4       | Cecilia Molinari    | 7,58 |       |

Bieg 3
| Miejsce | Zawodniczka     | Czas | Uwagi |
| ------- | --------------- | ---- | ----- |
| 1       | Andrea Lynch    | 7,34 | Q     |
| 2       | Helena Fliśnik  | 7,44 | Q     |
| 3       | Tuula Rautanen  | 7,46 | q     |
| 4       | Krista Jarošová | 7,63 |       |
| 5       | Marula Lambru   | 7,79 |       |

Bieg 4
| Miejsce | Zawodniczka       | Czas | Uwagi |
| ------- | ----------------- | ---- | ----- |
| 1       | Elvira Possekel   | 7,38 | Q     |
| 2       | Lea Alaerts       | 7,40 | Q     |
| 3       | Ludmiła Masłakowa | 7,41 | q     |
| 4       | Brigitte Haest    | 7,46 | q     |
| 5       | Annie Alizé       | 7,51 |       |

### Półfinały
Rozegrano 2 biegi półfinałowe, w których wystartowało 12 biegaczek. Awans do finału dawało zajęcie jednego z dwóch pierwszych miejsc w swoim biegu (Q). Skład finał uzupełniły dwie zawodniczki z najlepszym czasem wśród przegranych (q).
Opracowano na podstawie materiału źródłowego.
Bieg 1
| Miejsce | Zawodniczka        | Czas | Uwagi |
| ------- | ------------------ | ---- | ----- |
| 1       | Andrea Lynch       | 7,29 | Q     |
| 2       | Tatjana Worochobko | 7,35 | Q     |
| 3       | Elvira Possekel    | 7,37 | q     |
| 4       | Ludmiła Masłakowa  | 7,42 |       |
| 5       | Helena Fliśnik     | 7,49 |       |
| 6       | Tuula Rautanen     | 7,51 |       |

Bieg 2
| Miejsce | Zawodniczka      | Czas | Uwagi |
| ------- | ---------------- | ---- | ----- |
| 1       | Irena Szewińska  | 7,28 | Q     |
| 2       | Monika Meyer     | 7,31 | Q     |
| 3       | Rita Bottiglieri | 7,42 | q     |
| 4       | Lidija Ałfiejewa | 7,45 |       |
| 5       | Brigitte Haest   | 7,47 |       |
| 6       | Lea Alaerts      | 7,49 |       |

### Finał
Opracowano na podstawie materiału źródłowego.
| Miejsce | Zawodniczka        | Czas |
| ------- | ------------------ | ---- |
| 1       | Andrea Lynch       | 7,17 |
| 2       | Monika Meyer       | 7,24 |
| 3       | Irena Szewińska    | 7,26 |
| 4       | Elvira Possekel    | 7,38 |
| 5       | Rita Bottiglieri   | 7,43 |
| –       | Tatjana Worochobko | DNS  |